# کریستیان گودان
کریستیان گودان (فرانسوی: Christian Gaudin‎) تدوین‌گر اهل فرانسه بود.
از فیلم‌هایی که وی در آن‌ها نقش داشته است، می‌توان به خورشید در چشمان تو، قاتل در شماره ۲۱ زندگی می‌کند، عاشقان ورونا، عدالت اجرا شد و حادثه‌ای در ترن اشاره نمود.